# Franz Neubert

Franz Neubert (1930)

Franz Fürchtegott Neubert, Spitzname Goethe-Papa, (* 23. Dezember 1878 in Chemnitz; † 1959 in Leipzig) war ein deutscher Schriftsteller, Übersetzer, Autor, Lektor, Redakteur und Herausgeber von Nachschlagewerken und Büchern über Goethe.

## Leben und Wirken
Franz Neubert wohnte mit seiner Ehefrau Heima Neubert, einer bekannten Astrologin in der Südvorstadt von Leipzig und hatte zwei Söhne.
Zuletzt und vor der Schließung durch das nationalsozialistische Regime 1944 war er Leiter des Verlags J. J. Weber in Leipzig.
Außerdem war er der Herausgeber mehrerer Bücher über Goethe und dessen Denken und Umfeld und eines bebilderten Lexikons, arbeitete als Mit-Autor an mehreren Büchern, übersetzte einige Werke in die deutsche Sprache und schrieb Artikel und Rezensionen in der Zeitschrift Illustrirte Zeitung.
Nach 1944 arbeitete er als Lektor für verschiedene Autoren und Verlage und betreute seinen Enkel.
Seinem Sohn Frohwalt Neubert (genannt „Teddie“) stellte er für die im Rahmen des Hot Club Leipzig regelmäßig stattfindenden Jazz-Jam-Sessions seine Bibliothek zur Verfügung. Dafür wurde er vom damaligen NS-Gau-Leiter S3 mehrmals streng verwarnt. Dies trug ihm den Spitznamen „Goethe-Papa“ ein.

## Schriften als Herausgeber
- Deutsches Zeitgenossenlexikon. Biographisches Handbuch deutscher Männer und Frauen. Schulze, Leipzig 1905.
- Goethe-Bilderbuch für das deutsche Volk. Schulze, Leipzig 1907.
- Goethe und sein Kreis. J. J. Weber, Leipzig 1919.
- Vom Doctor Faustus zu Goethes Faust. J. J. Weber, Leipzig 1932.

## Schriften als Mitautor oder Übersetzer
- Sarah Bernhardt: Mein Doppelleben. Memoiren. (Deutsch von Franz Neubert und Frohwalt Küchler) Schulze, Leipzig 1908.
- James O’Donnell Bennett: Was ich auf dem Kriegsschauplatz sah. Offener Brief an Sir Arthur Conan Doyle. (Deutsch von Franz Neubert) G. Reimer, Berlin 1915.
- Paul Schreckenbach, Franz Neubert: Martin Luther. Ein Bild seines Lebens und Wirkens. J. J. Weber, Leipzig 1916.
- Johann Wolfgang von Goethe: Goethes Faust. Erster und zweiter Teil. (hrsg. von Max Hecker, mit Bildern nach 7 Handzeichnungen von Goethe und zahlreichen Illustrationen zeitgenössischer deutscher Künstler, hrsg. und eingeleitet von Franz Neubert) J. J. Weber, Leipzig 1921.